# Gnocchi alla sorrentina
Gnocchi alla sorrentina – rodzaj włoskiego dania typowego dla Kampanii, gnocchi w sosie pomidorowym z bazylią i mozarellą i tartym serem (parmezan).